# Guido Henckel von Donnersmarck

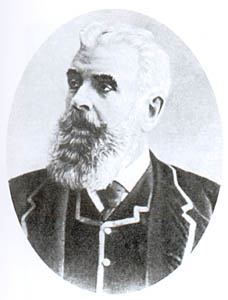
Guido Henckel von Donnersmarck

Guido Henckel von Donnersmarck (* 10. August 1830 in Breslau; † 19. Dezember 1916 in Berlin; eigentlich Guido Georg Friedrich Erdmann Heinrich Adelbert Graf Henckel Fürst von Donnersmarck) war als Reichsgraf Spross der Familie Henckel von Donnersmarck und wurde 1901 in den Fürstenstand erhoben. Außerdem war er ein bedeutender Industrieller und einer der reichsten Männer seiner Zeit. Er errichtete im Mai 1916 die Fürst Donnersmarck-Stiftung zu Berlin.

## Leben
Als Sohn des Grafen Carl Lazarus Henckel von Donnersmarck und Julie Gräfin von Bohlen war er ein Spross des alten Adelsgeschlechts der Henckel von Donnersmarcks der protestantischen Tarnowitzer-Neudecker Linie. Die Familie war seit 1629 in Neudeck in Oberschlesien ansässig und besaß ausgedehnten Grundbesitz in Osteuropa. Außerdem hatte schon sein Vater zahlreiche Industriebetriebe, insbesondere Bergwerke und Eisenhütten gegründet. Oberschlesien entwickelte sich zu dieser Zeit zu einer bedeutenden Bergbauregion.

### Als Erbe des Familienbesitzes

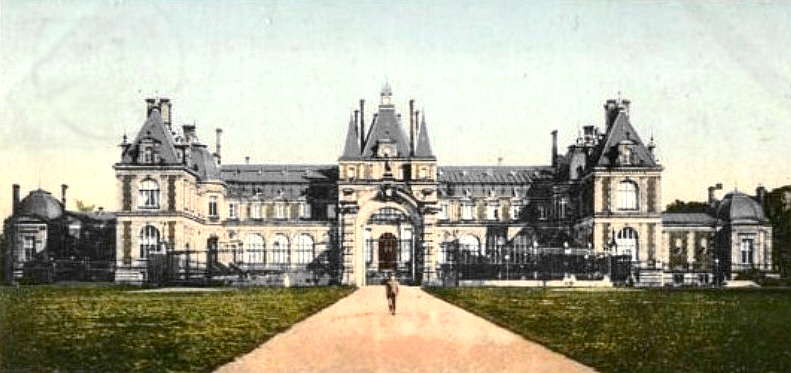
Das Neue Schloss in Neudeck

Diese Besitztümer übergab ihm 1848, dem Todesjahr seines Bruders, sein Vater im Wege der vorweggenommenen Erbfolge. Zu dieser Zeit wurden in den Bergwerken der Familie 21.000 Tonnen Steinkohle pro Jahr gefördert, mit der Gründung und Übernahme neuer Bergwerke und Erweiterung der alten erreichten Henckel von Donnersmarcks Firmen in den nächsten Jahren 2,5 Millionen Tonnen.
Guido Henckel von Donnersmarck führte ein aufwändiges Leben und zeigte schon früh ausgeprägte unternehmerische Interessen, indem er bereits 1852–1856 verpachtete Betriebe wieder in Eigenregie übernahm. So übernahm er 1853 die 1828 gegründete und verpachtete Eisenhütte Bethlen-Falva. Die alten Holzkohleöfen wurden 1858 stillgelegt und 10 Jahre später durch Kokshochöfen ersetzt.
Das nötige Kapital beschaffte er sich als einer der ersten Adligen durch Gründung von Aktiengesellschaften. So gründete er 1853 die Schlesische AG für Bergbau und Zinkhüttenbetrieb in Lipine, die erste schlesische Aktiengesellschaft, wozu er sich auch Aktionäre in Frankreich suchte und an der sich neben Breslauer Bankiers die 1837 von dem belgischen Bankier und Industriellen François-Dominique Mosselman gegründete „Société Anonyme des Mines et Fonderies de Zinc de la Vieille-Montagne“ aus Belgien beteiligte. Dem Aufsichtsrat, dem auch Auguste de Morny, Halbbruder Kaiser Napoleons III., angehörte, stand er bis zu seinem Tode vor. Die Zinkindustrie trug wesentlich zum Einkommen des Grafen bei, zumal er die Errichtung eines Kartells der Produzenten und Händler förderte.
In den Jahren 1853 bis 1857 ließ Henckel von Donnersmarck die nach ihm benannte Donnersmarckhütte in Zabrze errichten, zu der neben anderen Sozialbauten ein Kasino, das heutige „Teatr Nowy“ (Neues Theater), gehörte. Diese Hütte wurde 1872 die selbständige Donnersmarckhütte. Eisen- und Kohlewerke AG mit Steinkohlenbergwerken, Erzgruben und Kalksteinbrüchen.
Im Laufe der Jahre vergrößerte er noch den Landbesitz seiner Familie und ließ einen Holzkohlehochofen und eine Gießerei erbauen. Er besaß um die 27.500 ha Land, die sich vor allem in Oberschlesien aber auch in Galizien und im russischen Teil Polens befanden. 1863 investierte Henckel von Donnersmarck sogar in Russland und kaufte dort Bergwerke. 1868 ließ er im mährischen Ostrau das Zinkwalzwerk Donnersmarckhütte bauen.
Im selben Jahr begann er auf dem Familiengut in Neudeck mit dem Bau eines zweiten großen Schlosses, das 1875 fertiggestellt wurde. Die als Oberschlesisches Versailles bezeichnete Residenz wurde zu seinem Hauptsitz, dort hatte er schon früher das Alte Schloss, sowie den Park umgestalten lassen. Henckel von Donnersmarck besaß damit eine der größten Schloss- und Parkanlagen im Deutschen Reich und engagierte dort namhafte Künstler.

### Deutsch-Französischer Krieg

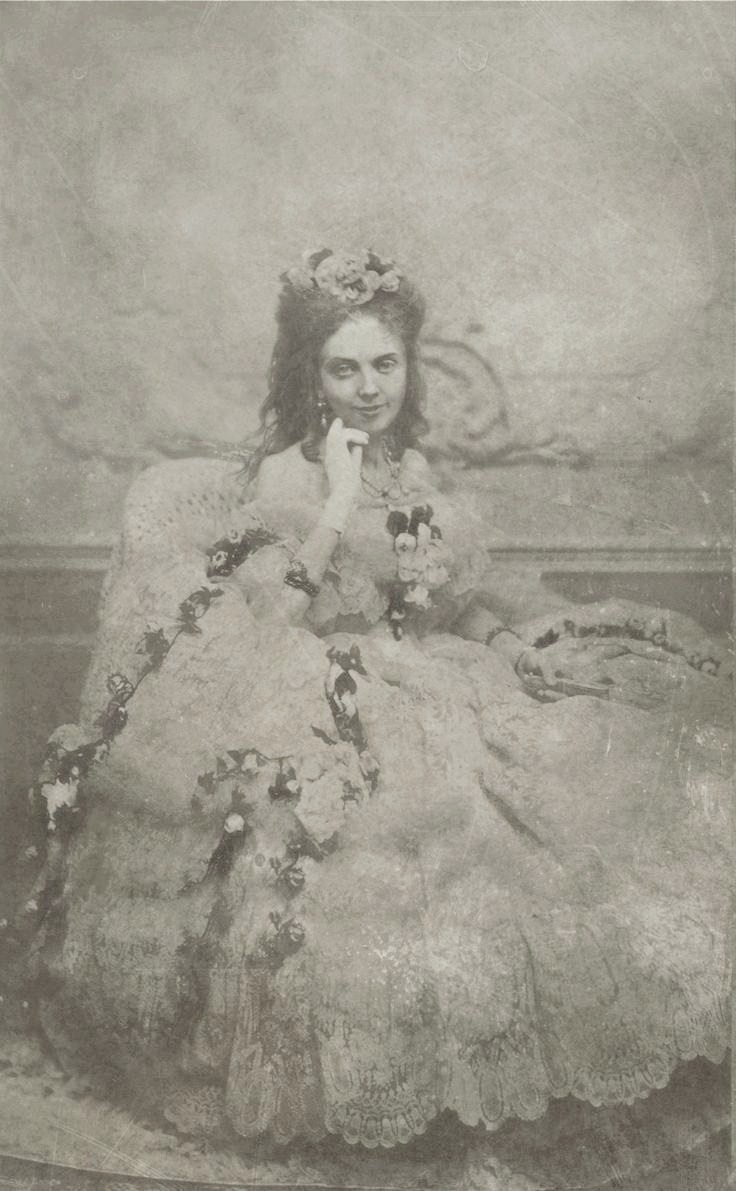
Pauline Therese Lachmann

Zum Stadtkommandanten des besetzten Metz ernannt, führte Henckel von Donnersmarck im Dezember 1870 die Ausweisung der in der Umgebung lebenden Polen durch. Sein politisches Geschick demonstrierte er 1871 bei den Friedensverhandlungen mit Frankreich nach dem Deutsch-Französischen Krieg, als er höhere französische Reparationszahlungen von 5 Milliarden Franc in Gold durchsetzte. Dafür erhielt er nach dem Krieg den Posten des Gouverneurs von Metz. Doch auch in Schlesien war er im Kreistag Tarnowitz, mit einem Mandat im Schlesischen Provinzialtag und einem erblichen Sitz im Preußischen Herrenhaus politisch aktiv. Er erhielt die höchste preußische Auszeichnung, den Schwarzen Adlerorden. Außerdem verband ihn mit dem Reichskanzler Otto von Bismarck eine lange Freundschaft. Um den großflächigen Waldbesitz zu nutzen, errichtete er 1883 eine Zellulosefabrik an der Bahnlinie Breslau-Kreuzburg, weitere Anlagen dieser Art folgten. Er ließ später aus der Zellulose Kunstseide herstellen, nachdem er seine Fabriken in den 1890ern zu einer Gesellschaft zusammengelegt hatte.
Am 28. Oktober 1871 heiratete Henckel von Donnersmarck in Paris die elf Jahre ältere, in einem Moskauer Ghetto geborene, unter bescheidenen Verhältnissen aufgewachsene, zweimal geschiedene Webertochter Pauline Therese Lachmann. Nach ihrer ersten Scheidung von einem Schneider Villoing und ihrer jahrelangen Beziehung mit dem Pianisten Henri Herz, mit dem sie eine Tochter hatte, war Therese Lachmann durch eine zweite Heirat als Marquise Blanca de Païva in den portugiesischen Adelsstand aufgestiegen. Der Nachwelt wurde sie durch das Tagebuch der Gebrüder Goncourt als La Païva und berühmteste Kurtisane ihrer Zeit bekannt. Nachdem Henckel von Donnersmarck seiner Frau ein Hôtel an der Avenue des Champs-Élysées erbauen ließ (Hôtel de la Païva) und für sie das Schloss Pontchartrain in Jouars-Pontchartrain erwarb, wurden beide im Jahre 1878 unter dem Verdacht der Spionage aus Frankreich ausgewiesen. Blanca de Païva war eine erfolgreiche Wirtschaftsberaterin ihres Mannes und starb 1884. Es gab das Gerücht, dass der Graf den Leichnam der geliebten Ehefrau in Alkohol konserviert auf Schloss Neudeck verwahrte.
Die Ehe war kinderlos geblieben, erst mit 55 Jahren bekam Henckel von Donnersmarck 1885 von Rosalie Colemann (geb. Pareut) einen (unehelichen) Sohn: Odo Deodatus. Dabei ist nicht gesichert, ob Rosalie Colemann wirklich die Mutter war, zumal diese zum Zeitpunkt ihrer Niederkunft bereits 50 Jahre alt gewesen sein muss und als Geburtsort zudem New York angegeben wurde.

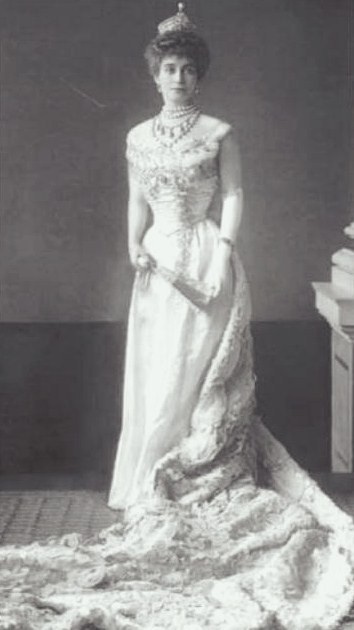
Katharina Henckel von Donnersmarck, geb. Slepzow

1887 heiratete Henckel von Donnersmarck die über 30 Jahre jüngere Katharina Slepzow, die ebenfalls aus Russland stammte. Mit ihr hatte er zwei Söhne: Guidotto (1888–1959) und Kraft (1890–1977). Nach seinem älteren Sohn benannte er die 1888 gegründete Zinkhütte in Chwałowice. 1896 kaufte er Ländereien in der Zips und ein Jahr später Bergwerke in Schweden und in Bendzin. Er investierte auch im Ruhrgebiet, Frankreich und sogar auf Sardinien. Daneben engagierte er sich in Berliner Immobilienprojekten in Zehlendorf-West und Frohnau.
1895 beschloss Graf Guido nach sorgfältigen Prüfungen die Realisierung der Idee des Betriebsingenieurs seiner Falva-Hütte Bernhard Grau, aus betriebswirtschaftlichen Gründen ein Hüttenwerk zur Produktion von Roheisen ohne Weiterverarbeitung an der Küste zu bauen. Ausgewählt wurde der Ort Stolzenhagen-Kratzwieck (Szczecin Glinki) an der Oder bei Stettin, um die geringeren Frachtkosten für die Eisenerze aus Schweden und die preisgünstige hochwertige Kohle aus England zu nutzen. Darüber hinaus sollte mit dieser Hütte die Unabhängigkeit von teilweise noch in Gründung befindlichen Rohstoffsyndikaten für Kohle, Koks und Erz erreicht werden. Geplant wurde eine vergleichsweise hohe Jahresproduktion von 120.000–130.000 t. Der Bau des nach dem zweiten Sohn Kraft benannten Hüttenwerkes – kurz Kraftwerk genannt – begann 1896, und 1897 wurde der erste Hochofen angeblasen mit Überführung des Hochofenwerkes in die Aktiengesellschaft Eisenwerk Kraft AG, die Graf Guido als Aufsichtsratsvorsitzender führte. Angeschlossen war eine eigene Kokerei und ein mit Kokereigas und Gichtgas beheiztes Kraftwerk zur Versorgung aller Nebenbetriebe.
Wegen der Auseinandersetzung mit dem Rheinisch-Westfälischen Roheisensyndikat engagierte sich 1907 Graf Guido in der Rheinischen Bergbau- und Hüttenwesen-AG mit der alten Niederrheinischen Hütte in Duisburg, die Roheisen für Gießereien produzierte und nach 1903 mit Bau eines Hochofens und eines Siemens-Martin-Stahlwerkes und 1904 Pacht der Oberbilker Blechwalzwerk GmbH hinter dem Bahnhof in Düsseldorf das Roheisen auch weiterverarbeitete. Mit diesen Aktivitäten führte Graf Guido 1908 das Ende des Roheisensyndikats herbei. Bernhard Grau entwickelte die Niederrheinische Hütte weiter durch Bau eines Block-, Knüppel- und Platinenwalzwerkes 1910, Fusionierung mit der Eisenwerk Kraft AG 1911 und Bau eines großen Blechwalzwerkes 1912 mit Drahtstraße und Pacht des Weseler Drahtverfeinerungswerkes 1913 (übernommen 1917). Nach dem Tode des Grafen und dem Ende des Ersten Weltkriegs wurde das Werk 1919 an ein niederländisches Unternehmen verkauft.
Dass Guido Henckel von Donnersmarck auch auf das Wohlergehen seiner Arbeiter und Angestellten bedacht war, zeigt die Gründung der Guido-Stiftung 1898, die er mit einem Startkapital von 1,5 Millionen Mark ausstattete. Außerdem gewährte er im Laufe der Zeit zum Bau der Kirchen in Mikultschütz (Mikulczyce) und Zaborz (Zaborze) (Stadtteile von Zabrze), Randsdorf (Wieszowa), Kamien, Repten (Repty), Alt Tarnowitz (Stare Tarnowice), Tarnowitz finanzielle Unterstützung.

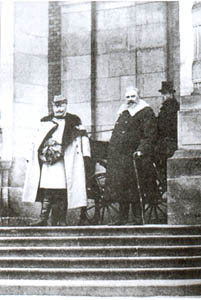
Guido Henckel von Donnersmarck (rechts) mit Kaiser Wilhelm II.

Am 18. Januar 1901 wurde er von Kaiser Wilhelm II. für seine Verdienste auf wirtschaftlicher und politischer Ebene in den Fürstenstand erhoben. Den Kaiser verband schon seit längerem eine Freundschaft mit Guido. Er schätzte dessen Schloss Neudeck, wo er oft zu Gast war, da er dort mit ihm Jagden veranstalten konnte. Guido, einer der reichsten Männer Deutschlands, gab ihm aber auch oft Kredite. Für seine vornehmen Gäste ließ er 1903 bis 1906 den Kavalierspalast in Neudeck errichten, außerdem besaß er Palais’, Schlösser oder Herrenhäuser in Paris, Berlin, Rottach-Egern und Repten. 1904 war Henckel von Donnersmarck Mitglied des Gründungspräsidiums des Mitteleuropäischen Zollvereins. 1905 verlieh ihm die Technische Hochschule Charlottenburg für sein Wirken in der chemischen Industrie die Ehrendoktorwürde (Dr.-Ing. E.h.). Trotz seiner Stiftungen kam es 1910 zum bis dato größten Arbeiterstreik in Schlesien in seinen Werken in Chwałowice, der zwei Monate andauerte.
1914 begann der Erste Weltkrieg; zu dieser Zeit wurde das Vermögen auf 250 Millionen Mark geschätzt. Guido Henckel von Donnersmarck finanzierte die Errichtung und Unterhaltung eines Kriegslazaretts in Berlin-Frohnau und stattete es mit 1000 Morgen Land aus. Später wurde daraus die Fürst Donnersmarck-Stiftung. In seinem Todesjahr 1916 erhöhte er das Kapital der Fürst Donnersmarck-Stiftung um 1 Million auf 4 Millionen Mark. Er starb in Berlin und wurde im neuen Mausoleum in Neudeck bestattet. Guido erlebte so nicht mehr die Abtretung Ostoberschlesiens an Polen als Folge des Versailler Vertrags. Henckel von Donnersmarck war von 1911 bis 1916 Mitglied des Senats der Kaiser-Wilhelm-Gesellschaft.

### Nachkommen
- Odo Deodatus I. Tauern (* 1885; † 1926), unehelicher Sohn, angeblich aus Verbindung mit Rosalie Colemann (1835–1915), welche aber zum Zeitpunkt von Odo Deodatus Tauerns Geburt bereits 50 Jahre alt gewesen wäre; Begründer der Familie Tauern.
- Guidotto Karl Lazarus (* 23. Mai 1888 in Berlin; † 23. Dezember 1959 in Rottach-Egern); 2. Fürst von Donnersmarck; Heirat am 13. Februar 1909 in München (Kirchliche Heirat am 14. Februar) mit Anna Prinzessin zu Sayn-Wittgenstein-Berleburg (* 12. September 1884 in Egern am Tegernsee; † 21. Februar 1963 in Wildbad Kreuth); Nachkommen: Grafen Henckel von Donnersmarck und Fürsten von Donnersmarck
- Kraft Raul Paul Alfred Ludwig Guido (12. März 1890 in Berlin; † 1. September 1977 in Rottach-Egern), 16. Freier Standesherr von Beuthen, Besitzer von Repten.

### Industriebeteiligungen
- Hüttenwerk Bethlen-Falva und Deutschlandgrube in Schwientochlowitz
- Schlesiengrube im seit 1909 gleichnamigen Ort Chropaczów
- Zinkhütte Guidotto in Lipine
- Donnersmarckgrube in Chwałowice
- Kohlebergwerk Karsten-Zentrum in Beuthen
- Kohlebergwerk Andalusien in Deutsch Piekar
- Schlesische AG für Bergbau und Zinkhüttenbetrieb in Lipine
- Zellulose- und Papierfabrik bei Kalet, zusammengelegt mit einer Firma bei Stettin
- Eisenhütte Eisenwerk Kraft AG bei Stettin
- Zinkwalzwerk Donnersmarckhütte in Ostrau
- Donnersmarckhütte in Zabrze, von 1854 bis 1856 errichtet
- Rheinischen Bergbau- und Hüttenwesen-AG mit der Niederrheinischen Hütte in Duisburg